# Robert Friedrich Rhien

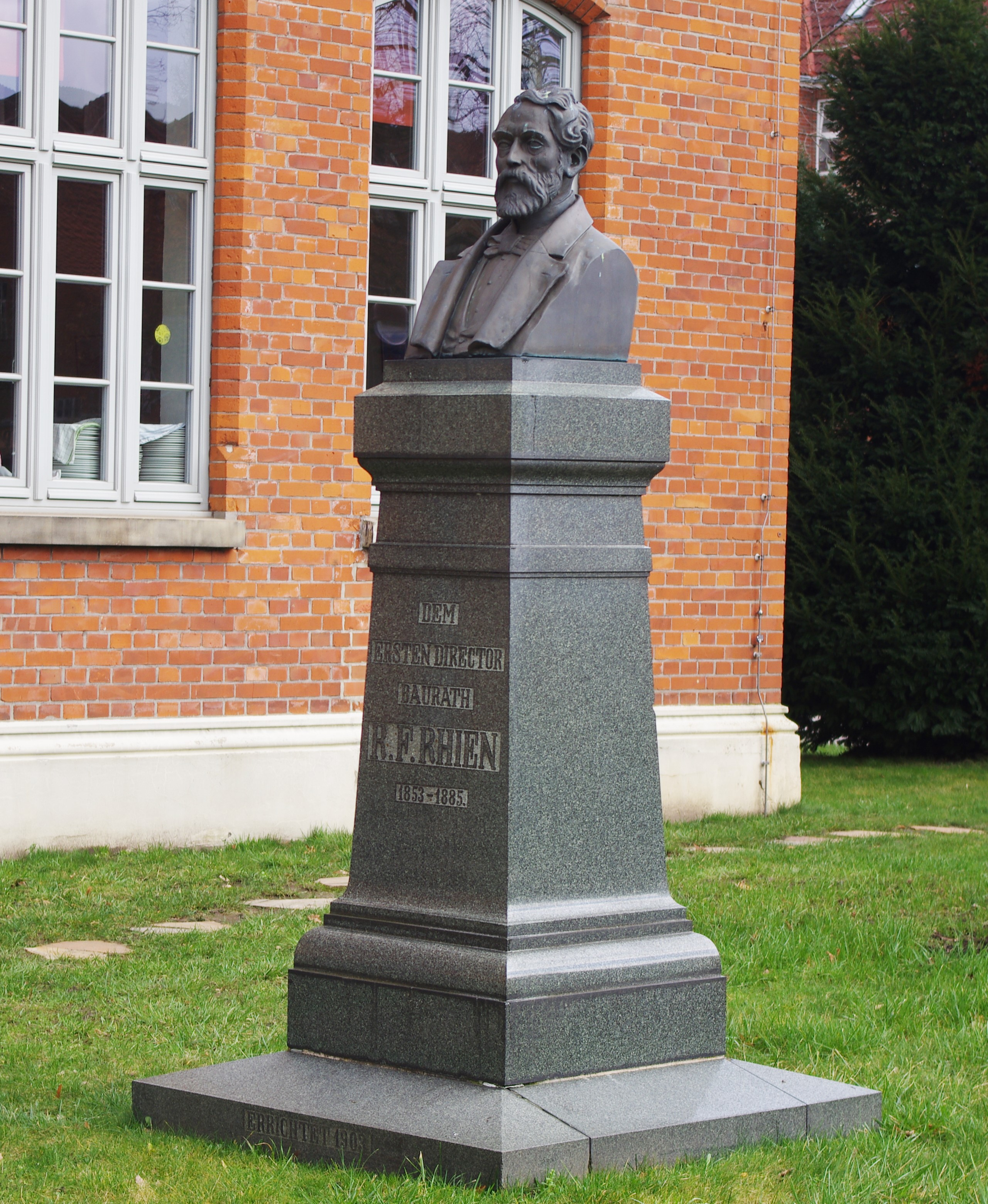
Denkmal mit Büste von Robert Friedrich Rhien vor dem früheren Standort der Fachhochschule Hannover in Nienburg, heute Polizeiakademie Niedersachsen

Robert Friedrich Rhien, vereinzelt auch Norbert Friedrich Rhien, kurz Robert Rhien, (* 1811 in Elbingerode; † 25. Januar 1891 in Hannover) war ein deutscher Architekt und Lehrer sowie Schulleiter an der Königlichen Baugewerkschule Nienburg.

## Leben
Robert Rhien wurde 1811 in Elbingerode geborenen, möglicherweise als Sohn des dort von 1843 bis 1847 amtierenden Bürgermeisters Friedrich Wilhelm Rhien. Etwa in diesem Zeitraum war Rhien 1846 bis 1847 als „Landbau-Conducteur extr.“ im Landbaudistrikt Hannover unter dem Landbaumeister Georg Ludwig Comperl tätig. Ab dem Folgejahr 1848 diente er in derselben Position unter dem Landbauinspektor Georg Wilhelm Mittelbach im Landbaudistrikt Hildesheim.
1854 wechselte Rhien in den Landbaudistrikt Nienburg. 1860 wurde Rhien zum „Land-Bau-Inspector tit.“ befördert. Im selben Jahr wurde die nach seinen Plänen im Stil der Neuromanik errichtete Kirche St. Martin in Breselenz eingeweiht, wo damals Rhiens Schwager Chrysostomus Friedrich Gustav Dangers als Pastor tätig war.
Der Hannoverscher Staatskalender für das Jahr 1863 verzeichnet „B. C. F. Rhien, zur Zeit in Nienburg, Director der Baugewerk-Schule zu Nienburg“. Die – fälschlichen – Abkürzung der Vornamen Rhiens wurden in den hannoverschen Staatshandbüchern der Jahre 1855 bis 1867 wiederholt; gemeint war jedoch Robert Friedrich Rhien.
1865 wurde Rhien zum wirklichen Landbauinspektor befördert, rund zwei Jahre später 1867 zum Baurat für die Landbausachen im Baukreis Nienburg ernannt, 1880 zum Kreisbauinspektor und Baurat für die Landbausachen sowohl des Amtes und als auch der Stadt Nienburg.
Zeitgleich mit der 1884 erfolgten Teilung des Baukreises Nienburg übernahm Rhien die Stellung des Kreisbauinspektors in der Hochbauinspektion Nienburg I und damit die Bereiche Nienburg, Hoya, Bruchhausen sowie die Stadt Nienburg.
Rhien wurde zum 1. Oktober 1885 in den Ruhestand versetzt.
Robert Rhien wurde mit dem königlich preußischen Roten Adlerorden 4. Klasse ausgezeichnet. Er starb am 25. Januar 1891 in Hannover.

## Bauten

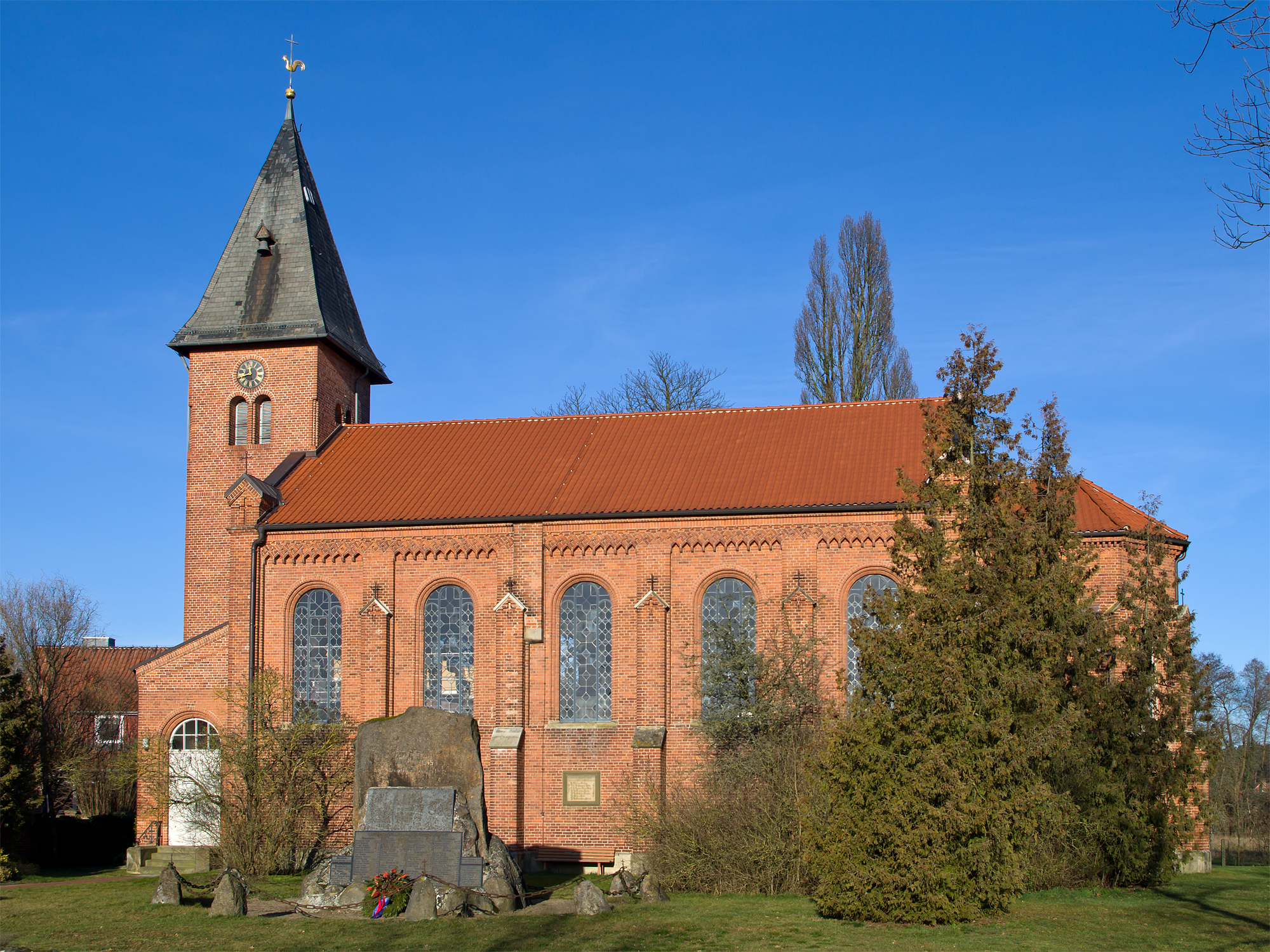
Kirche St. Martin in Breselenz

Am Anfang des 21. Jahrhunderts war das architektonische Werk Rhiens fast völlig unerschlossen. 
Bekannt wurden bisher:
- 1860: Kirche St. Martin in Breselenz[5]

## Büste
Vor dem Gebäude der ehemaligen Fachhochschule Hannover in Nienburg wurde nach einer Spendenaktion eine Büste des „Director Baurath Rhien“ aufgestellt. Die Skulptur modellierte der Künstler Erhard Joseph zunächst als Gipsmodeln nach fotografischen Vorlagen einer älteren Büste Rhiens. (Erhard Joseph war im Jahr 1971 einer der ersten, die am damaligen Fachbereich Kunst und Design der FHH sein Examen ablegte.) Das Gipsmodell wurde anschließend in der Rintelner Bildgießerei Richard Barth für den endgültigen Bronzeguss erstellt, der am 10. Juli 2001 vor dem Haupteingang der FHH in Nienburg feierlich enthüllt wurde.